# Фаза колебаний

Графики двух гармонических функций (колебаний) одинаковой частоты. Одно из колебаний задержано (сдвинуто) относительно другого на фазовый сдвиг. При этом задержка во времени, где — период колебаний

Фа́за колеба́ний полная или мгновенная — аргумент периодической функции, описывающей колебательный или волновой процесс.
Фаза колебаний начальная — значение аргумента периодической функции в начальный момент времени, то есть при {\displaystyle t=0} (для колебательного процесса), а также в начальный момент времени в начале системы координат, то есть при {\displaystyle t=0} в точке с координатами {\displaystyle (x,\ y,\ z)=0} (для волнового процесса).
Фаза колебания (в электротехнике) — аргумент синусоидальной функции (напряжения, тока), отсчитываемый от точки перехода минусового значения через нуль к положительному значению и обратно.

## Определения
Фаза колебания — величина, позволяющая определить состояние системы, описываемой периодической функцией в данный момент времени.
Как правило, о фазе говорят применительно к гармоническим колебаниям или монохроматическим волнам.
Величину {\displaystyle \Phi }, входящую в аргумент функций косинуса {\displaystyle \cos \Phi } или синуса {\displaystyle \sin \Phi }, называют полной фазой колебаний. Изменение полной фазы во времени описывается выражением:
{\displaystyle \Phi =\omega t+\varphi _{0}},
величину {\displaystyle \varphi _{0}}, которую имеет фаза при {\displaystyle t=0}, называют начальной фазой колебания.
При описании некоторой величины, испытывающей гармонические колебания, используется, например, одно из выражений:
{\displaystyle A\cos(\omega t+\varphi _{0})},
{\displaystyle A\sin(\omega t+\varphi _{0})},
{\displaystyle Ae^{i(\omega t+\varphi _{0})}},
где {\displaystyle \omega } — угловая частота колебания;
{\displaystyle A} — амплитуда колебания.
Аналогично, при описании гармонической волны в одномерном случае, например, используются выражения вида:
{\displaystyle A\cos(kx-\omega t+\varphi _{0})},
{\displaystyle A\sin(kx-\omega t+\varphi _{0})},
{\displaystyle Ae^{i(kx-\omega t+\varphi _{0})}},
где {\displaystyle A} — амплитуда волны;
{\displaystyle k} — волновое число;
{\displaystyle x} — координата.
для волны в пространстве любой размерности (например, в трёхмерном пространстве):
{\displaystyle A\cos({\vec {k}}\cdot {\vec {r}}-\omega t+\varphi _{0})},
{\displaystyle A\sin({\vec {k}}\cdot {\vec {r}}-\omega t+\varphi _{0})},
{\displaystyle Ae^{i({\vec {k}}\cdot {\vec {r}}-\omega t+\varphi _{0})}},
где {\displaystyle k} — волновой вектор.
Фаза колебаний (полная) в этих выражениях — аргумент функции, то есть выражение, записанное в скобках; фаза колебаний начальная — величина {\displaystyle \varphi _{0}}, являющаяся одним из слагаемых полной фазы. Говоря о полной фазе, слово полная обычно опускают.
Колебания с одинаковой частотой {\displaystyle \omega } могут иметь различную начальную фазу, например два процесса, описываемые выражениями:
{\displaystyle P_{1}=A_{1}\cos(\omega t+\varphi _{1})},
{\displaystyle P_{2}=A_{2}\cos(\omega t+\varphi _{2})},
имеют разные начальные фазы {\displaystyle \varphi _{1}} и {\displaystyle \varphi _{2}}, при этом величину {\displaystyle \varphi _{2}-\varphi _{1}} называют фазовым сдвигом между двумя колебаниями. Обычно при описании двух колебаний с разными фазами по умолчанию полагают, что начальная фаза одного из колебаний равна нулю, при этом начальная фаза второго колебания полагается равной разности фаз.
Так как {\displaystyle \omega =2\pi /T}, то {\displaystyle \varphi =\omega t=2\pi t/T}, где отношение {\displaystyle t/T} указывает, сколько периодов прошло от момента времени {\displaystyle t_{0}}. Любому значению времени {\displaystyle t}, выраженному в числе периодов {\displaystyle T}, соответствует значение фазы {\displaystyle \varphi }, выраженное в радианах. Так, по прошествии времени {\displaystyle t=T/4} (четверти периода) фаза будет {\displaystyle \varphi =2\pi /4=\pi /2}, по прошествии половины периода — {\displaystyle \varphi =2\pi /2=\pi }, по прошествии целого периода — {\displaystyle \varphi =2\pi }, и т. д.
Поскольку функции синус и косинус совпадают друг с другом при сдвиге аргумента (то есть фазы) на {\displaystyle \pi /2}, то во избежание путаницы лучше пользоваться для определения начальной фазы только одной из этих двух функций, а не той и другой одновременно. По обычному соглашению фазой считают аргумент косинуса, а не синуса.
То есть, для колебательного процесса (см. выше) фаза (полная):
{\displaystyle \varphi =\omega t+\varphi _{0}},
для волны в одномерном пространстве:
{\displaystyle \varphi =kx-\omega t+\varphi _{0}},
для волны в трёхмерном пространстве или пространстве любой другой размерности:
{\displaystyle \varphi ={\vec {k}}\cdot {\vec {r}}-\omega t+\varphi _{0}},
где {\displaystyle \omega } — угловая частота (величина, показывающая, на сколько радиан или градусов изменится фаза за 1 с; чем величина выше, тем быстрее растёт фаза с течением времени);
{\displaystyle t} — время;
{\displaystyle \varphi _{0}} — начальная фаза (то есть фаза при {\displaystyle t=0});
{\displaystyle k} — волновое число;
{\displaystyle x} — координата точки наблюдения волнового процесса в одномерном пространстве;
{\displaystyle {\vec {k}}} — волновой вектор;
{\displaystyle {\vec {r}}} — радиус-вектор точки в пространстве (набор координат, например декартовых).
В приведённых выше выражениях фаза имеет размерность угловых единиц (радианы, градусы). Фазу колебательного процесса по аналогии с механическим вращательным также выражают в циклах, то есть долях периода повторяющегося процесса:
1 цикл = {\displaystyle 2\pi } радиан = 360 угловых градусов.
В аналитических выражениях (в формулах) преимущественно (и по умолчанию) используется представление фазы в радианах, представление в градусах также встречается достаточно часто (по-видимому, как предельно явное и не приводящее к путанице, поскольку знак градуса не принято никогда опускать ни в устной речи, ни в записях). Указание фазы в циклах или периодах (за исключением словесных формулировок) в технике сравнительно редко.
Иногда (в квазиклассическом приближении, где используются квазимонохроматические волны, то есть близкие к монохроматическим, но не строго монохроматические, а также в формализме интеграла по траекториям, где волны могут быть и далёкими от монохроматических, хотя всё же подобны монохроматическим) рассматривается фаза, являющаяся нелинейной функцией времени {\displaystyle t} и пространственных координат {\displaystyle {\vec {r}}}, в принципе — произвольная функция:
{\displaystyle \varphi =\varphi ({\vec {r}},t)}.

## Связанные термины
Рассматривая два колебательных процесса одинаковой частоты, говорят о постоянной разности полных фаз (о сдвиге фаз) этих процессов. В общем случае сдвиг фаз может меняться во времени, например из-за угловой модуляции одного или обоих процессов.
Если два колебательных процесса происходят одновременно (например, колеблющиеся величины достигают максимума в один и тот же момент времени), то говорят, что они находятся в фазе (колебания синфазны). Если моменты максимума одного колебания совпадают с моментами минимума другого колебания, то говорят, что колебания находятся в противофазе (колебания противофазны). Если модуль разности фаз равен 90°, то говорят, что колебания находятся в квадратуре или что одно из этих колебаний — квадратурное по отношению к другому колебанию (опорному, «синфазному», то есть служащему для условного определения начальной фазы).
Если амплитуды двух противофазных монохроматических колебательных процессов одинаковы, то при сложении таких колебаний (при их интерференции) в линейной среде происходит взаимное уничтожение колебательных процессов.

## Действие
Действие — одна из наиболее фундаментальных физических величин, на которой построено современное описание практически любой достаточно фундаментальной физической системы — по своему физическому смыслу является фазой волновой функции.